# Japan-Air-Lines-Flug 123
Japan-Air-Lines-Flug 123 (Flugnummer nach dem IATA-Airline-Code: JL123) war ein planmäßiger Inlandsflug der japanischen Fluggesellschaft Japan Air Lines vom Flughafen Tokio-Haneda zum Flughafen Osaka-Itami, auf dem am 12. August 1985 eine Boeing 747-100SR in einer Höhe von 1460 m auf zwei Gebirgskämme des Berges Takamagahara in der japanischen Präfektur Gunma abstürzte. Von 524 Menschen an Bord überlebten vier. Der Absturz ist, gemessen an der Anzahl der Todesopfer, der bis heute schwerste Flugunfall mit nur einer beteiligten Maschine.

## Flugzeug
Das Flugzeug mit dem Luftfahrzeugkennzeichen JA8119 war eine Boeing 747-100SR. Ihren ersten Flug absolvierte die Maschine am 28. Januar 1974 (zum Absturzzeitpunkt 11 Jahre und 7 Monate alt). Bevor die Maschine abstürzte, war sie 25.030 Flugstunden geflogen. Sie war mit vier Triebwerken des Herstellers Pratt & Whitney ausgerüstet.

## Flugverlauf
Die Boeing 747 startete am 12. August 1985 um 18:12 Uhr vom internationalen Flughafen Tokio-Haneda zum Osaka-Itami-Flughafen. An Bord befanden sich die 15-köpfige Besatzung (inklusive zweier Piloten und eines Flugingenieurs) sowie 509 Passagiere, unter ihnen der japanische Sänger Kyū Sakamoto. Die Flugzeit sollte planmäßig 54 Minuten betragen.

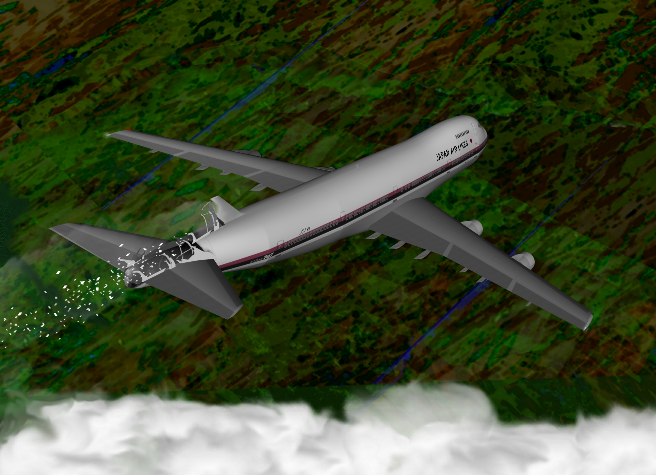
Computergeneriertes Bild der Boeing 747 während des Abreißens des Seitenleitwerks

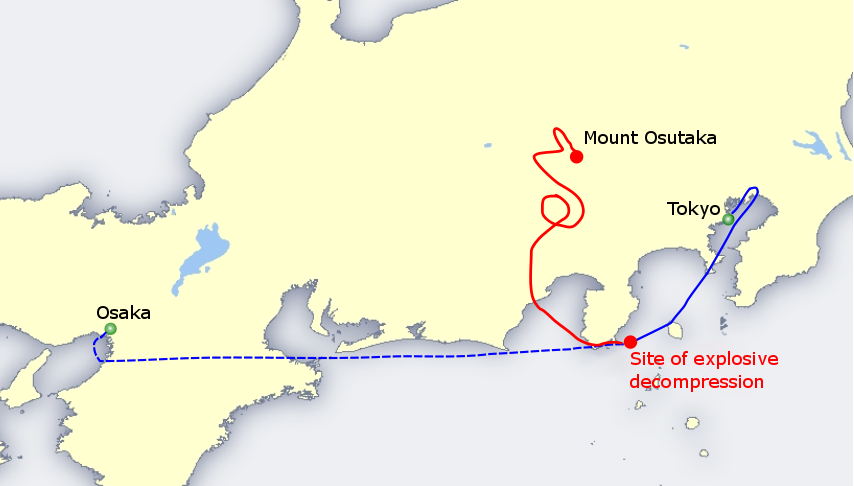
Darstellung der Flugroute des nicht mehr steuerbaren Flugzeuges

Die Boeing war gerade auf ihre Reisehöhe von 7300 m gestiegen, als vom Heck eine Explosion zu vernehmen war. Der Druck in der Kabine sank in der Folge rapide ab. Die Piloten setzten einen Notruf ab und vermuteten, die Boeing habe eine Hecktür verloren. Tatsächlich wurde das Seitenleitwerk abgerissen und hierbei das vierfache hydraulische Kontrollsystem zur Steuerung des Flugzeuges zerstört (Single Point of Failure). Nachdem die Piloten zunehmend Probleme hatten, die Maschine unter Kontrolle zu halten, forderten sie zuerst die Genehmigung für den Rückflug nach Haneda, dann für eine Landung auf dem US-Luftwaffenstützpunkt Yokota Air Base und zuletzt wieder für Haneda. Beim Sinkflug auf 4100 m meldeten die Piloten ein nicht mehr steuerbares Flugverhalten. Sie fuhren das Fahrwerk aus, um die Boeing zu stabilisieren. Sie sank weiter bis auf 2100 m; dann gelang ein Steigflug auf 4000 m. Ohne ein funktionierendes hydraulisches Lenksystem konnten die Piloten nur über den Triebwerkschub manövrieren. Es folgten mehrere Auf- und Abwärtsbewegungen, bei denen sie die Maschine zu steuern versuchten. In dieser Zeit schrieben mehrere Passagiere Abschiedszeilen an Angehörige. Am Berg Takamagahara in der Präfektur Gunma streifte die rechte Tragfläche der Maschine einen Gebirgskamm, dann drehte sie sich auf den Rücken und stürzte auf einen weiteren Gebirgskamm. Sie zerschellte in 1460 m Höhe.

## Verspätete Rettungsmaßnahmen

Sitzpositionen der 4 Überlebenden

Fluglotsen der United States Air Force (USAF) auf der Yokota Air Base, die nahe dem Flugweg von JL123 lag, hatten den Funkverkehr und die Hilferufe verfolgt. Sie hielten Kontakt mit den japanischen Kontrollbehörden und machten ihre Landebahn frei für das Flugzeug. Nachdem sie den Radarkontakt verloren hatten, wurde eine C-130 Hercules des 345. Lufttransportgeschwaders in Marsch gesetzt, das verlorengegangene Flugzeug zu suchen. Die C-130-Besatzung entdeckte die Absturzstelle 20 Minuten nach dem Absturz als erste, noch bei Tageslicht. Sie benachrichtigte die Yokota Air Base und dirigierte einen Huey-Hubschrauber der USAF von Yokota zur Absturzstelle. Rettungsteams wurden zusammengestellt, um Marines an Seilen von Hubschraubern herabzulassen. Die von der USAF angebotene Hilfe, die Japaner schnellstmöglich zur Unfallstelle zu führen und bei der Rettungsaktion zu helfen, wurde von den japanischen Verantwortlichen abgelehnt. Stattdessen befahl man den Amerikanern zum Stützpunkt zurückzukehren, da die Japan Self-Defense Forces (JSDF) die Rettungsaktionen allein durchführen wollten.
Ein JSDF-Hubschrauber entdeckte das Wrack schließlich in der Nacht, konnte aber wegen schlechter Sicht und bergigen Geländes nicht bei der Absturzstelle landen. Aus der Luft berichteten die Piloten, dass keine Anzeichen von Überlebenden zu sehen seien. Aufgrund dieses Berichts ließ man die Rettungskräfte in einem 68 km entfernten Dorf übernachten und erst am nächsten Morgen zur Absturzstelle vordringen. In der Zwischenzeit starben zahlreiche Passagiere, die den Absturz zunächst überlebt hatten, an ihren Verletzungen oder an Unterkühlung. Ein Arzt sagte, man hätte vielen Menschen helfen können, wenn man 10 Stunden früher gekommen wäre.
Yumi Ochiai, eine der vier Überlebenden, erzählte im Krankenhausbett, dass sie helle Lichter gesehen und Rotorgeräusche gehört habe, kurz nachdem sie zwischen den Wrackteilen zu sich gekommen sei. Vergebens habe sie versucht, auf sich aufmerksam zu machen. Außerdem habe sie Schreie und Stöhnen vieler anderer Überlebender wahrnehmen können. Während der Nacht seien diese Geräusche immer weniger geworden.

## Ursache des Unfalls

Schematische Darstellung des hinteren Druckschotts (rear pressure bulkhead), dessen Bersten den Unfall auslöste

Nach einem Tailstrike auf dem Osaka International Airport am 2. Juni 1978 war eine Ausbesserung des hinteren Druckschotts erforderlich, welche Mitarbeiter des Herstellers Boeing durchführten. Dabei begingen sie einen Fehler beim Verwenden von Spleißplatten, der zur Folge hatte, dass zwei miteinander vernietete Bleche nur durch eine einzige Reihe Nieten zusammengehalten wurden, obwohl die Boeing-Vorschriften eine doppelte Nietreihe forderten. Sieben Jahre und 12.319 Landungen nach dieser Reparatur trat die Katastrophe ein: In einer Flughöhe von rund 7300 m barst das Druckschott. Die folgende explosive Dekompression entlud sich in Richtung Heck und sprengte das Seitenleitwerk ab. Daraufhin war die Maschine nicht mehr steuerbar.

## Folgen und Gedenken
Infolge des Absturzes trat Yasumoto Takagi von seinem Posten als Präsident von Japan Air Lines (JAL) zurück. Ein JAL-Mitarbeiter, der für das Aushandeln von Ausgleichszahlungen mit den Angehörigen der Opfer zuständig war und zuvor am Flughafen Haneda die Wartung von Flugzeugen der Gesellschaft in Haneda organisiert hatte, nahm sich am 22. September 1985 das Leben. Im März 1987 beging der ehemalige Chefinspekteur des Transportministeriums für Flugzeuge am Flughafen Haneda im Alter von 57 Jahren Suizid, nachdem er von der Polizei vernommen worden war. Nach Angaben aus dem Ministerium hatte er als einer von drei Inspekteuren 1978 die Flugtauglichkeit des Flugzeugs nach der fehlerhaften Reparatur bescheinigt.
Nach dem Unfall brachen die Passagierzahlen, insbesondere auf Inlandsflügen, um bis zu 25 % ein. Diese Entwicklung wurde auch durch Gerüchte befeuert, dass Boeing zugegeben hätte, Wartungsmängel bei JAL zu vertuschen, um den Ruf des Großkunden zu retten. Gleichzeitig wechselten viele Passagiere zu All Nippon Airways, die auf dem japanischen Markt einer der größten Konkurrenten von JAL waren.
Am Ort des Absturzes wurde eine Gedenkstätte eingerichtet. Diese wird am Jahrestag des Absturzes nach wie vor von hunderten Angehörigen besucht.
Im Jahr 2006 wurde durch Japan Airlines das Safety Promotion Center eröffnet. Es dient der Aufarbeitung des Unfalls und muss regelmäßig von den Mitarbeitern und Mitarbeiterinnen der Gesellschaft besucht werden, um diese für die Wichtigkeit der Sicherheitsstandards der Airline zu sensibilisieren. Das Center steht der Öffentlichkeit für einen Besuch offen.

## Rezeption
Der Unfall des Japan-Air-Lines-Flugs 123 wurde in der kanadischen Fernsehserie Mayday – Alarm im Cockpit in der Folge Jumbojet außer Kontrolle (Originaltitel: Out Of Control) behandelt. In nachgestellten Szenen, Animationen sowie Interviews mit Hinterbliebenen und Ermittlern wurde über die Vorbereitungen, den Ablauf und die Hintergründe des Fluges berichtet.
Der Flug wurde außerdem in dem Theaterstück (1999) und späteren Spielfilm (2013) Charlie Victor Romeo dargestellt.